# مونسنژان
شهر مونسنژان  در بخش کونولفنژان در ایالت برن در کشور سوئیس واقع شده‌است که ۱۰٬۷۰۰ نفر جمعیت دارد.

## نگارخانه

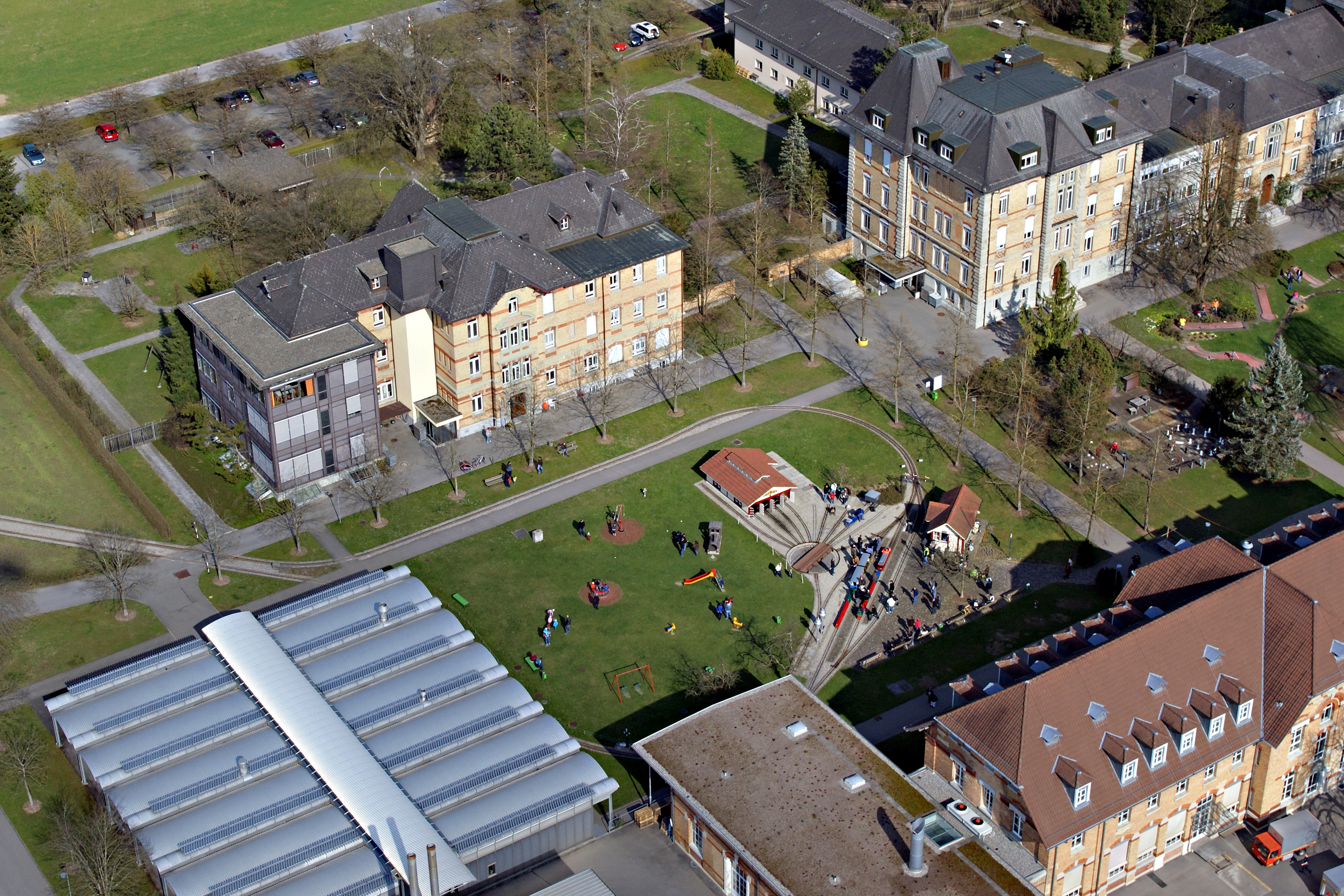
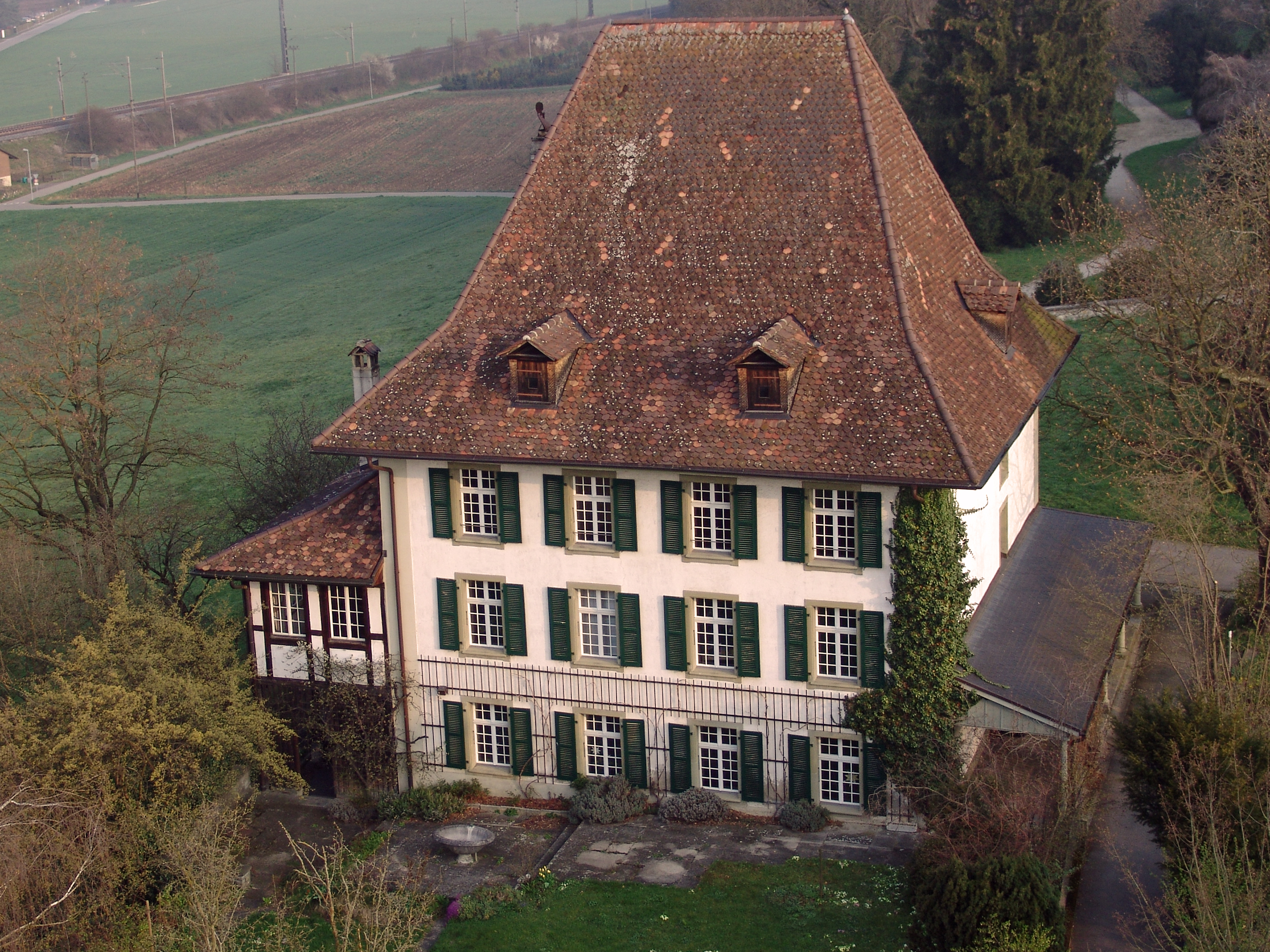
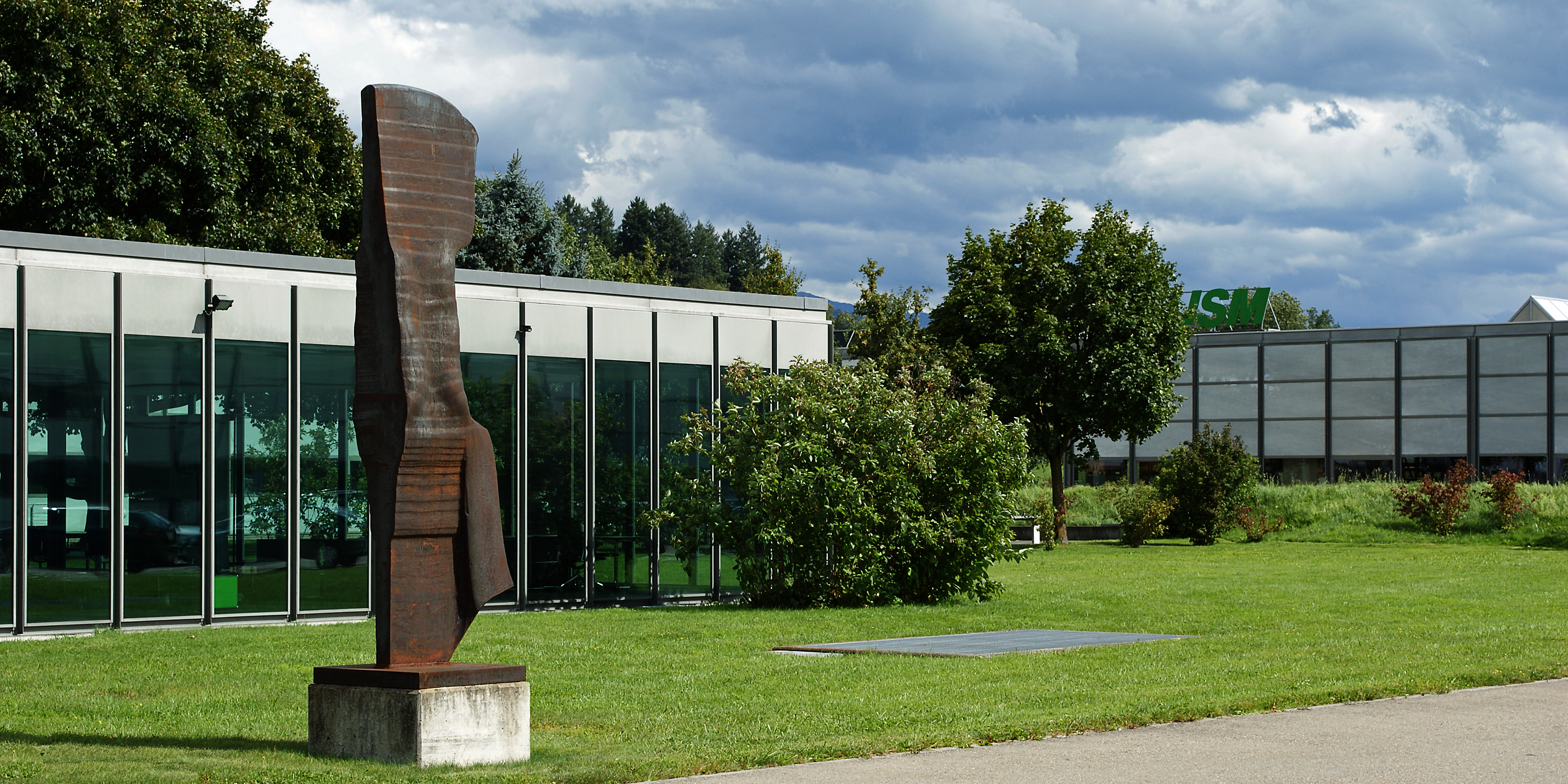